# Roberto Pérez-Franco
Roberto Pérez-Franco (Chitré, Panamá, 26 de abril de 1976) es un escritor panameño. Su principal contribución literaria se da en el género de cuento, aunque también ha producido poesía y textos de opinión. Recibe el Premio Nacional de Cuento José María Sánchez en 2005.
Es ingeniero electromecánico, egresado de la Universidad Tecnológica de Panamá. Recibe una Beca Fulbright para estudios de maestría en el Instituto Tecnológico de Massachusetts, donde luego completa también su doctorado y postdoctorado. Es nieto de la poetisa Raquel Muñoz de Franco y hermano de la poetisa Eka Pérez-Franco.
Actualmente reside en Melbourne, Australia.

## Obras
- Cuando florece el macano (Chitré, 1993)
- Confesiones en el cautiverio (Chitré, 1995)
- Cierra tus ojos (Panamá, 2000)
- Cenizas de ángel (Panamá, 2005)
- Catarsis (Boston, 2008)
- Cuentos Selectos: 1993-2008 (Boston, 2008)
- Textos Escogidos: 1993-2008 (Boston, 2008)
- Textos selectos sobre la Heroica Villa de Los Santos: 1993-2008 (Boston, 2008)
- Tinta Seca: Obra Completa 1992-2012 (Boston, 2012)